# Canotaje en los Juegos Suramericanos de 2014: C2 1000 m
La prueba de C2 1000m masculina en Santiago 2014 se llevó a cabo el 12 de marzo de 2014 en la Laguna de Curauma, Región de Valparaíso. Participaron en la prueba 8 parejas.

## Resultados
| Rank              | Calle | Nacionalidad | Equipo                              | Tiempo Total | Diferencia |
| ----------------- | ----- | ------------ | ----------------------------------- | ------------ | ---------- |
| Medalla de oro    | 5     | Brasil       | Ronilson de Oliveira Erlon de Souza | 3:33.508     |            |
| Medalla de plata  | 4     | Chile        | Jhonnathan Tafra José Tafra         | 3:35.632     | +2.124     |
| Medalla de bronce | 8     | Venezuela    | Eduard Paredes José Ramos           | 3:44.315     | +10.807    |
| 4                 | 7     | Colombia     | Omar Pinzón Alejandro Rodríguez     | 3:54.894     | +21.386    |
| 5                 | 2     | Ecuador      | Vicente González Daniel León        | 4:01.527     | +28.019    |
| 6                 | 6     | Perú         | Jesús Gaona Miguel Gaona            | 4:13.055     | +39.547    |
| 7                 | 9     | Uruguay      | Manuel Delio Michael Lapaz          | 4:17.257     | +43.749    |
| 8                 | 3     | Argentina    | Tomás Bralo Thomas Lauria           | 4:23.909     | +50.401    |